# Eagles (álbum)
Eagles é o primeiro álbum de estúdio da banda de rock The Eagles. O álbum foi gravado no London's Olympic Studios com o produtor Glyn Johns e lançado em 1972. O álbum foi um sucesso imediato para a banda, alcançando o número 22 nas paradas e alcançando o disco platina. Três singles foram lançados do álbum, cada um chegando ao Top 40: "Take It Easy" (número 12), "Witchy Woman" (número 9) e "Peaceful Easy Feeling" (número 22). A banda, começando com este álbum, desempenhou um papel importante na popularização do gênero country rock.

## Faixas
| Lado A |                                             |         |  |
| N.º    | Título                                      | Duração |  |
| 1.     | "Take It Easy" (Jackson Browne, Glenn Frey) | 3:34    |  |
| 2.     | "Witchy Woman" (Don Henley, Bernie Leadon)  | 4:14    |  |
| 3.     | "Chug All Night" (Frey)                     | 3:18    |  |
| 4.     | "Most of Us Are Sad" (Frey)                 | 3:38    |  |
| 5.     | "Nightingale" (Browne)                      | 4:08    |  |

| Lado B |                                                       |         |  |
| N.º    | Título                                                | Duração |  |
| 1.     | "Train Leaves Here This Morning" (Gene Clark, Leadon) | 4:13    |  |
| 2.     | "Take the Devil" (Randy Meisner)                      | 4:04    |  |
| 3.     | "Earlybird" (Leadon, Meisner)                         | 3:03    |  |
| 4.     | "Peaceful Easy Feeling" (Jack Tempchin)               | 4:20    |  |
| 5.     | "Tryin" (Meisner)                                     | 2:54    |  |